# Bimastos
Bimastos är ett släkte av ringmaskar. Bimastos ingår i familjen daggmaskar.
Släktet innehåller bara arten Bimastos eiseni.